# Sirin
Il existe aussi un article sur le prénom Sirine et sur le village palestinien de Sirin

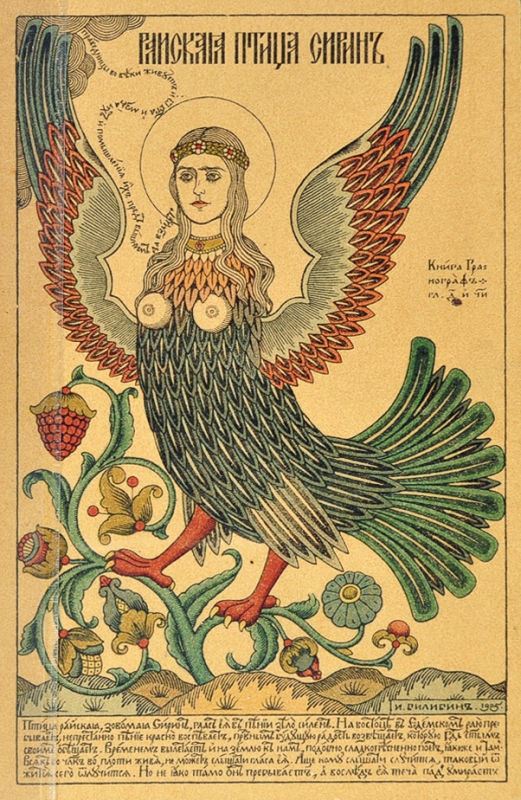
Sirin par Ivan Bilibine.

Sirin ou Sirine (en russe : Сирин) est une créature mythologique slave que l’on trouve plus particulièrement dans les légendes russes. Elle a la tête et le buste d’une très belle femme et le corps d’un oiseau (habituellement un hibou). Elle est un des oiseaux prophétiques du folklore russe avec Alkonost et Gamayun. Selon la légende, elle vit dans les « terres indiennes » proche d’Éden ou autour du fleuve Euphrate. Sirin était aussi considérée comme une sirène ou l’équivalent de la Wila polonaise.
Elle doit son existence aux légendes grecques sur les sirènes. Son chant ensorcelle les gens qui en perdent la mémoire. Seul un homme heureux peut entendre ce chant. Elle chante de mélodieuses chansons aux saints, leur prédisant des joies futures. Cependant, pour les mortels, Sirin est dangereuse : les hommes qui l’écoutent oublient tout de la vie terrestre, y compris boire et manger, ce qui cause leur mort. Les gens tentaient d’échapper à Sirin en tirant des coups de canon, en appuyant sur les sonnettes ou en faisant du bruit. Rares sont ceux qui peuvent la voir, car elle vole très vite.
Quelquefois, Sirin est considérée comme une métaphore du mot de Dieu entrant dans l’âme de l’homme. Elle est aussi vue comme une métaphore de la tentation pour les hérétiques faibles. Dans le folklore russe, Sirin a été associée au théologien et saint Éphrem le Syrien. Les poètes lyriques provinciaux comme Nikolaï Kliouïev utilisaient souvent le nom de Sirin comme synonyme de poète.

## Pseudonyme
Au début des années 1920, le pseudonyme de « Sirine » a été choisi par le jeune écrivain Vladimir Vladimirovitch Nabokov, d'abord pour éviter la confusion avec son père, Vladimir Dmitrievitch Nabokov, personnalité connue qui publiait dans la même revue de l'émigration russe à Berlin, Roul. Nabokov a écrit sous ce pseudonyme jusqu'à son départ pour les États-Unis en mai 1940 ; il avance l'explication suivante : 

« J'ai lu dans un livre qu'il y a plusieurs siècles existait un genre de faisan merveilleux qui hantait les bois de la Russie : il a survécu sous le nom d'« oiseau de feu » dans les contes de fées et donné une partie de son éclat aux sculptures enchevêtrées qui ornent les toits de chaumières. Cet oiseau merveilleux a laissé une impression si forte dans l'imagination populaire que son envol doré est devenu l'âme même de l'Art russe ; le mysticisme a transformé Séraphin en une nuée d'oiseaux à longue queue, aux yeux de rubis, avec des griffes d'or et des ailes inimaginables ; et enfin, aucune autre nation au monde ne révère autant les plumes de paon et les girouettes. »

— Vladimir Nabokov.
Dans les années 1950, Nabokov découvrit qu'il avait existé vers 1910 une maison d'édition russe, « Sirine éditeurs », dont une partie du catalogue était consacrée aux poètes symbolistes russes : Alexandre Blok, Andreï Biély et Valéri Brioussov.

## Galerie

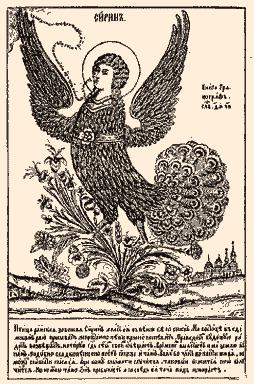
Sirine (carte postale) (1908)
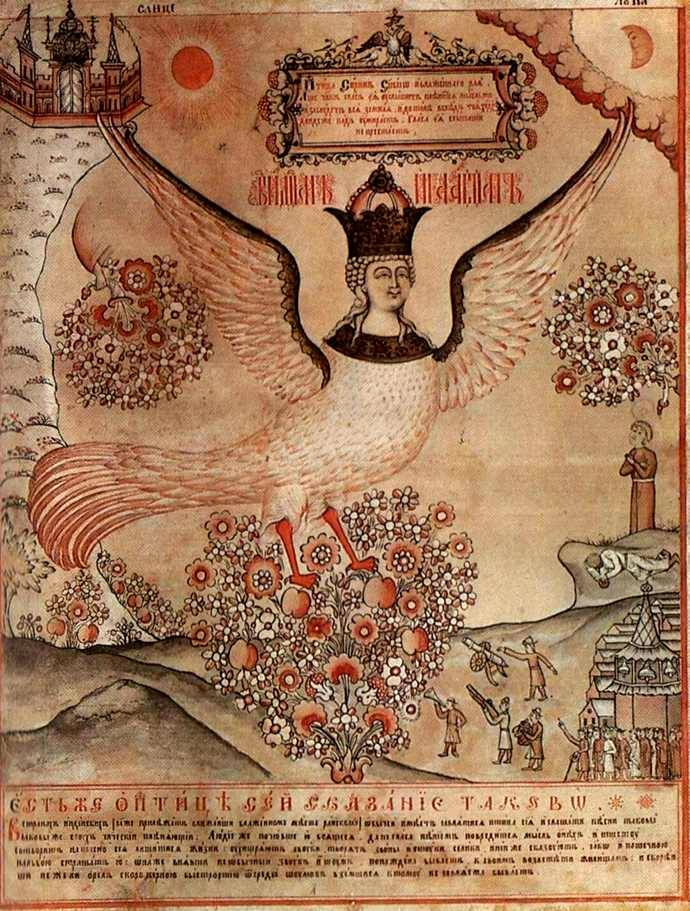
Sirine, loubok russe, XIXe siècle
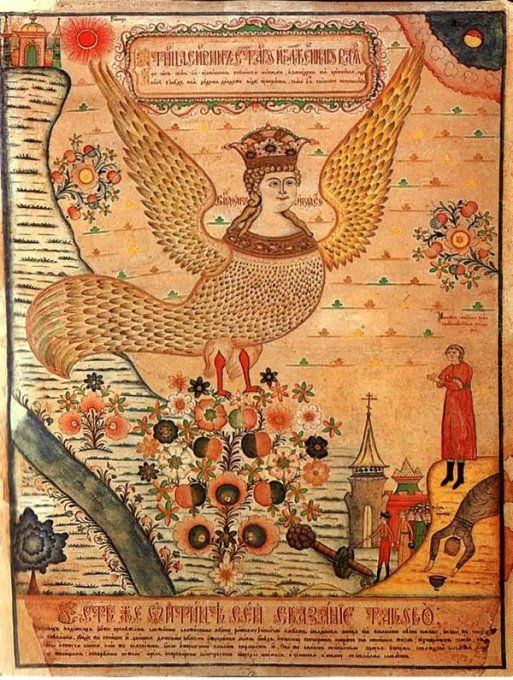
Sirine, loubok russe, XIXe siècle
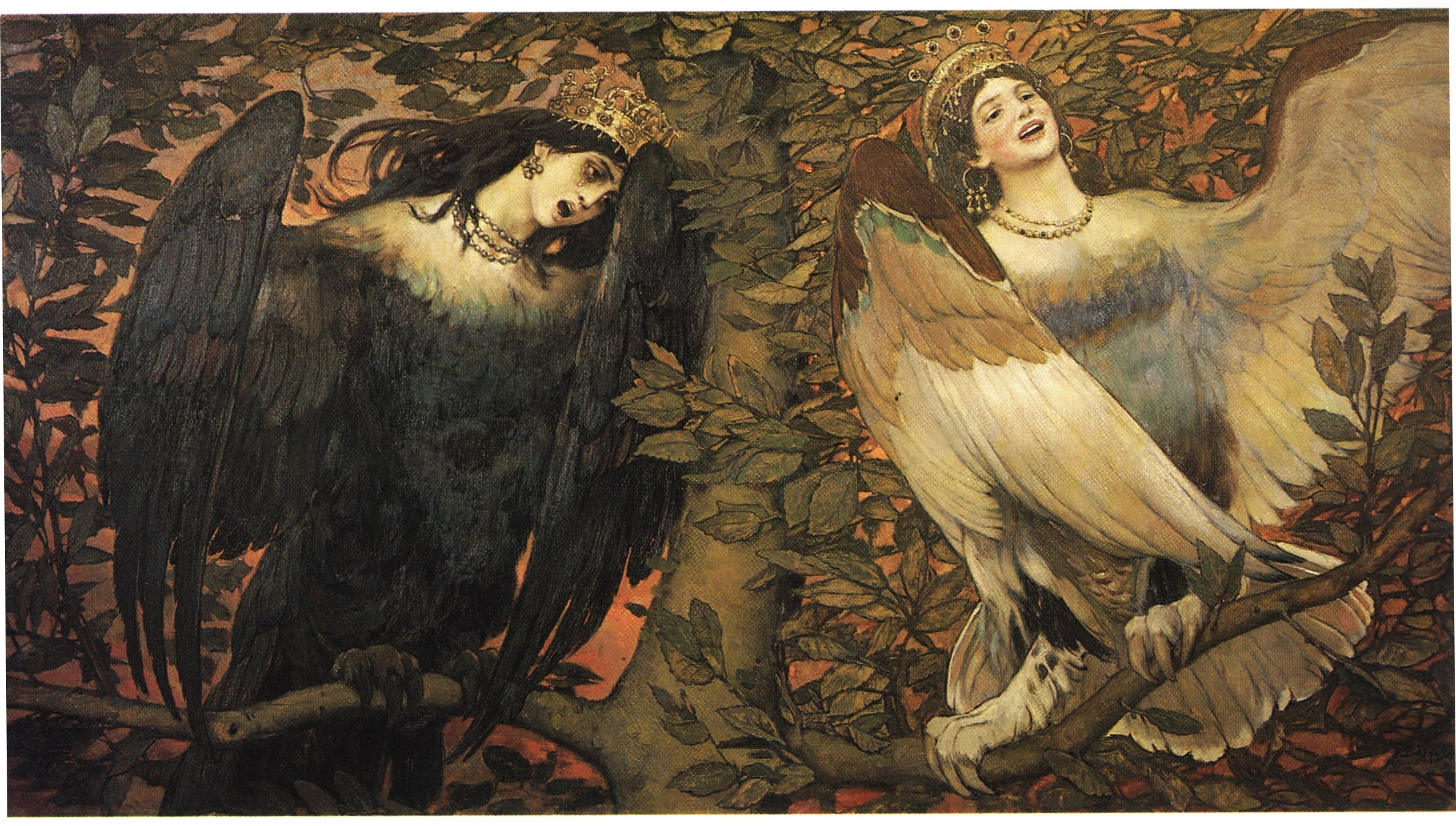
Sirine (gauche) et l'Alkonost (droite) par Viktor Vasnetsov : Les Oiseaux de la joie et du chagrin (1896)